# Саадаллах аль-Джабири
Саадаллах аль-Джабири (араб. سعدالله الجابري‎; 1892, Халеб — 1 июня 1947, Дамаск) — сирийский политический деятель, двукратный премьер-министр Сирии (19 августа 1943 — 14 октября 1944 года и 1 октября 1945 — 16 декабря 1946 года).

## Биография
Аль-Джабири родился и вырос в Халебе. Его отец Хаджи Абдул Кадир был муфтием города. Учился в Халебе, Константинополе и в Германии. Саадаллах закончил учёбу в средней школе в Алеппо, потом его брат Ихсан Аль-Джабри привез его в Стамбул, чтобы продолжить учёбу в Королевском колледже.
В 1933 году был приговорён к 8 месяцам лишения свободы за участие в антифранцузских демонстрациях. Позже участвовал в переговорах Франции с сирийскими патриотами о независимости страны.
Он был руководителем Национального блока во время французского мандата. Несколько раз был министром иностранных дел.